# Sergio Pizzorno
Sergio Lorenzo „Serge“ Pizzorno (* 15. Dezember 1980 in Newton Abbot, Devon, England) ist ein britischer Gitarrist, Sänger und Songwriter. Bekannt wurde er als Mitglied der Indie-Rock-Band Kasabian. 2019 veröffentlichte er ein Soloalbum unter dem Namen The S.L.P. (seinen Initialen). 

## Biografie
Sergio Pizzornos Großvater wanderte von Genua, Italien nach Leicester aus, wo Pizzorno aufgewachsen ist. Dort besuchte er das Countesthorpe Community College und wollte zunächst Profifußballer werden, hatte sogar Probetraining bei Nottingham Forest, obwohl er selbst Fan derer Rivalen Leicester City ist.

## Kasabian
Im Alter von elf Jahren lernten sich Sergio Pizzorno, Sänger Tom Meighan und Bassist Chris Edwards in der Schule kennen. Inspiriert von Britpop, insbesondere von Oasis, gründeten sie 1997 gemeinsam mit Gitarrist Chris Karloff die Band Kasabian. Pizzorno, der von Beginn an Haupt-Songwriter der Band war, komponiert seit Karloffs Ausstieg im Jahr 2006 sowohl Musik als auch Texte allein.

## Weiteres
2006 kollaborierte Pizzorno, zusammen mit Bandmitglied Chris Karloff, mit DJ Shadow auf dem Song The Tiger, welcher auf dessen Album The Outsider erschien.
2010 schrieb Pizzorno die Musik für den Film London Boulevard. 2012 lieferte er den Soundtrack zu Noel Fieldings Comedyserie Noel Fielding's Luxury Comedy, der zum Record Store Day erschien, ebenso wie die Musik zu dessen Ausstellung im Londoner Café Maison Bertaux im Jahr 2010. Gemeinsam mit Fielding ist er Mitglied der fiktiven Band Loose Tapestries. Des Weiteren arbeitet er seit 2011 mit Designer Aitor Throup zusammen und komponiert Musik zur Untermalung von dessen Modenschauen.
Pizzorno modelte für die Herbst/Winter-Kampagne 2013 der Jeansmarke G-Star und schrieb außerdem den Song für den TV-Spot.